# 正氣幫
正氣幫，是活躍於1960年代台灣台中市的小規模黑社會團體，成員大多是外省人，發跡於臺灣台中市南區正氣街。。

## 歷史沿革
擔任竹聯幫幫主，綽號「么么」的黃少岑在加入竹聯幫之前為正氣幫成員（13歲加入）。
1950年代末，一群十六、七歲的「正氣幫」成員在台中市一家彈子房將另一個幫派「台中幫」鬥下，「台中幫」從此一蹶不振，「台中幫」是自大陸撤退來台的外省子弟和因故提前退伍的軍人所組成。

## 知名人物
- 馬駒 (綽號：「馬三哥」) - 正氣幫幫主。
- 黃少岑 (綽號：「么么」) - 竹聯幫第二任幫主；綽號由馬駒所取。
- 徐開喜 (綽號：「越獄大王」、「脫逃大王」等) - 90年代知名珠寶大盜，有多次越獄記錄。[5]

## 參閲
- 陳啟禮

## 外部連結
- 組織犯罪防制條例 （页面存档备份，存于）（繁體中文）